# Utvrda Oštrc
Srednjovjekovna utvrda Oštrc je višeslojni objekt u gradu Zlataru.

## Opis
Ruševni ostaci srednjovjekovne utvrde Oštrc nalaze se na jugozapadnim obroncima Ivanščice, 2 km od Lobora. Ovalnog tlocrta sagrađena je na 746 m nadmorske visine, a sastojala se od stambenog objekta, sjeverne kružne i južne četverougaone branič-kule te vanjskog obrambenog zida. U povijesnim izvorima prvi put se spominje od 1330. g., kada je bila u vlasništvu Gissingovca. U kasnijim razdobljima vlasnici su joj među inima bili i Celjski, Vitovci, Ivaniš Korvin i Keglevići koji su utvrdu napustili u prvoj polovici XVII st. Spada u manje utvrde na području Krapinsko-zagorske županije koja je svojim prostornim položajem imala bitno strateško značenje.

## Vanjske poveznice
- Oštrc  Arhivirana inačica izvorne stranice od 15. siječnja 2023. (Wayback Machine)